# Жуков, Николай Васильевич
Николай Васильевич Жуков (род. 24 августа 1952 года, Новосибирск, СССР) — русский художник-график, член Союза художников России с 2001 года, член Творческого Союза художников России, член Международной Ассоциации изобразительных искусств АИАП ЮНЕСКО, член Международной Федерации художников, член Евразийского кукольного Союза..

## Биография
Родился 24 августа 1952 года в Новосибирске.
Рисовать начал с четырех лет и с тех пор, как сам признавался, «не расставался с бумагой». После окончания средней школы осваивал различные профессии-работал художником декоратором, оформителем, фотографом, фотокорреспондентом, работал в Новосибирском Оперном театре. Затем поехал в свою первую экспедицию в район строительства Усть-Илимской ГЭС с археологами и участвовал впоследствии во многих экспедициях, работая не только с археологами, но и с геологами, изыскателями. Объехал огромные расстояния от Монгольской границы до Крайнего севера, от Урала до Дальнего Востока. В 2004 году участвовал в археологической экспедиции Горно-Алтайского национального музея и Бийского краеведческого музея на Зеленое озеро у границы с Казахстано В экспедициях собирал материал для работы, занимался графикой. Большое влияние оказали художники 20-х годов, художники театра. Н. В. Жуков признавался, что специальное художественное образование ему заменила сама жизнь. Он общался с художниками, учился, по его словам, у всего «живого».

## Творчество
Николай Жуков объединяет работы в серии, каждая из которых несет свою идею: «Аварии на дорогах» (сер. 70-х-80-е гг.), «Люди и птицы» (кон. 70-х-80-е гг.), «Храм» (кон. 70-х-2001 гг.), «Большие и маленькие» (кон. 80-х гг.), «Малиновая шашка» (кон. 80-х гг.), «Петрушкины забавы», «Спортивные игры» (кон. 80-х-нач. 90-х гг.), «Горный Алтай», «Детский альбом», «Интимная графика», «Лето на даче», «Русский Алтай» (90-е гг.), «Города мира» (кон. 90-х-2001 гг.), и «Игрушки» (2005—2006 гг.)
Творчество Н. В. Жукова сочетает в себе черты наивного искусства и авангарда. Художник использует приемы средневекового и народного искусства. Он применяет обратную перспективу, разномасштабность; показывает разновременные события на одном листе, часто выбирает точку зрения сверху, снизу, сбоку, смещает центр композиции, вводит несколько центров, создавая свое новое, многоплановое пространство. В своих работах художник обращается к символам, метафорам; раскрывает внутренний мир человека через мир окружающих его вещей, а сами вещи наделяет чертами живых существ. Его композиции отличаются лаконизмом, цельностью. Художник работает красками лишь изредка. Он достигает большей выразительности простыми графическими средствами: чередованием черных и белых пятен, линий, их ритмом.
- Серия «Храм» — самая большая серия, насчитывающая сотни листов. В неё вошли работы, разнообразные по жанрам. Здесь и портреты, и пейзажи, и натюрморты, исторические и жанровые композиции. Большое место в этой серии, как и во всем творчестве Николая Жукова, занимает православная тематика. Он показывает быт народов Севера, Западной и Восточной Сибири, Алтая, раскрывая особенности их мировоззрения, где православие нередко сочетается с языческими обрядами
- Серия «Миниатюрная графика». Максимальный размер рисунков до 15 см по длинной стороне.
- Серия «Малоформатная графика». Максимальный размер рисунков до 29 см по длинной стороне. * Серия «Горный Алтай» и «Русский Алтай». Эти серии включают в себя портреты, пейзажи, жанровые композиции с изображением быта коренного населения Алтая.
- Серия «Люди и птицы». Одна из ранних серий. Начата еще в 70-е годы.

## Собрания работ
Работы Н. В. Жукова находятся:
- в Московском Государственном музее Народной графики — г. Москва,
- в Государственном Литературном музее А. С. Пушкина — г. Москва,
- в Государственном Историческом музее — г. Москва,
- во Всероссийском государственном музее А. С. Пушкина на Мойке — г. Санкт-Петербург,
- в музее кукол на Смоленке — г. Санкт-Петербург,
- в краеведческом музее им. Виталия Бианки — г. Бийск,
- в галерее Простого искусства — г. Екатеринбург,
- в художественном музее им. В. И. Сурикова — г. Красноярск,
- в Государственном художественном музее — г. Новокузнецк,
- в литературно-мемориальном музее Ф. М. Достоевского — г. Новокузнецк,
- в Государственном художественном музее — г. Новосибирск,
- в Нечаянной галерее, — г. Новосибирск,
- в музее изобразительных искусств им. М. А. Врубеля — г. Омск,
- в Государственном художественном музее — г. Томск,
- в Алтайском Национальном художественном музее им. А. В. Анохина — г. Горно-Алтайск,
- в Тувинском Национальном художественном музее им. Алдан Маадыр — г. Кызыл,
- в посольстве Франции в Москве,
- в музее театрального искусства — г. Фрайбург,
- в Галерее частных коллекций «ID» — г. Рига, Латвия.

## Выставки
Принимать участие в выставках Николай Жуков начал с 1973 года. Он является участником многих выставок — международных, российских, региональных. Из них семь персональных. Перечень основных выставок с 1997 по 2010 год:
- Персональная выставка, Новосибирский Государственный художественный музей, 1997 г.
- Совместная выставка Томского и Новосибирского отделений Союза художников России — «Соседи» , Томский государственный художественный Музей, 1998 г.
- Персональная выставка, Новосибирский Государственный художественный музей, 1999 г.
- Выставка Новосибирского отделения Союза художников России, г. Новосибирск, 1999 г.
- Шестая выставка Нечаянной галереи, Новосибирский Государственный художественный музей, 2000 г.
- «Свежее искусство Сибири» — г. Новосибирск, золотая медаль Сибирской ярмарки за триптих «Иерусалим», 2000 г.
- Персональная выставка, Новокузнецкий Государственный художественный музей, 2001 г.
- Первая Международная Биеннале графики, Новосибирский государственный художественный музей, 2002 г.
- Второй Международный кинофестиваль короткого фильма, Новосибирск, 2002 г. Рисованный анимационный фильм «Мурзик».
- Региональная выставка «Стул: искусство, функция, образ» Омский музей изобразительных искусств им. М. А. Врубеля, 2003 г.
- Первая Межрегиональная выставка мини-графики «Сибирь — Дальний Восток»,[2]
- Новосибирский государственный художественный музей, 2003 г. Куратор выставки.
- Вторая Всероссийская Триеннале графики «Рисунок России», Томский государственный художественный музей, 2004 г.
- Куратор проекта «Галерея Сибирской графики» в журнале «Сибирские огни», 2004—2007 гг.[2]
- Региональная выставка «Похищение Европы», Омский музей изобразительных искусств им. М. А. Врубеля, 2005 г.
- Международная Выставка печатной графики «Фидригони-2005», Италия, Рим.
- Международная выставка Союза художников России, посвящённая 60-ти летию победы в Великой Отечественной войне, Центральный Дом Художника, г. Москва, 2005 г.
- Международная выставка «Прогулки по Венеции», Новосибирский Государственный художественный музей, 2006 г.
- Всероссийская выставка Союза художников России, посвящённая 300-летию Святителя Иоасафа Белгородского, Белгород, 2006 г.
- Региональная выставка «Пир королей», Омский музей изобразительных искусств им. М. А. Врубеля, 2007 г.
- Художественный проект Государственного Русского Музея «Сибирский Миф», Омский музей изобразительных искусств им. М. А. Врубеля, 2007 г.
- Персональная выставка «Страна Жар-Птицы Николая Жукова», Caнкт-Петербургский музей кукол на Смоленке, 2008 г.
- Художественный проект Государственного Русского Музея «Сибирский Миф», Санкт-Петербург, Государственный русский Музей, Мраморный дворец, 2008 г.
- Выставка художников-анималистов Москвы и Санкт-Петербурга, Санкт-Петербургский центр книги и графики на Литейном, 2008 г.
- Персональная выставка «Жизнь игра», «Галерея XXI век», г. Москва, 2008 г.
- Российская национальная выставка. McCormick Place, Чикаго, 2009 г.
- Международная выставка «ARTWEEK» в доме художника «Кузнецкий мост», Москва, 2010 г.